# Bijaepunu
Bijaepunu is een bestuurslaag in het regentschap Timor Tengah Selatan van de provincie Oost-Nusa Tenggara, Indonesië. Bijaepunu telt 1615 inwoners (volkstelling 2010).